# 자치통감 권226~229
자치통감 권226~229(資治通鑑 卷二百二十六～二百二十九)은 울산광역시 남구 신정동, 울산박물관에 있는 자치통감이다. 2013년 8월 16일 울산광역시의 유형문화재 제31호로 지정되었다가, 2015년 4월 22일 대한민국의 보물 제1281-4호로 승격 지정되었다.

## 개요
사마광이 편찬한 편년체의 중국통사를 조선시대 세종의 명으로 윤회‧권제 등이 교정하고 주석을 첨삭하여 간행한 갑인자본이며, 이 책은 세종이 그 진행과정을 점검하고, 직접 원고 교정을 보았다.
우리나라 고서는 불경을 제외하고는 임진왜란 이전의 판본이 매우 드물게 전해지며, 활자본은 목판본과 달리 기술상 대량의 인출이 어려워 대체로 인출부수가 적고, 조판의 특성상 동일판의 후인이 불가능하므로 동일판의 수가 적다.
갑인자본 『자치통감』은 현재 전질이 전해지지 않으면, 몇 권의 잔본만 남아 있어 매우 희귀한 판본으로 역사, 정치, 서지학 등 여러 분야 연구에 활용 가능한 자료이며, 특히 조선 초 인쇄기술사 및 출판사 연구에 크게 이바지 할 수 있는 귀중한 자료이다.
갑인자로 간행된 『자치통감』은 국립중앙박물관(1책), 서울 역사박물관(2책), 원각사(1책)에 소장된 것이 보물 제1281호로 지정되어 있다.

## 보물 승격사유
사마광의 자치통감(資治通鑑)은 정치와 군사의 서술을 위주로 통치자에게 국가의 치란흥망(治亂興亡)의 차감(借鑑)을 제공하는 것이 목적이었던 만큼, 조선에서도 국가의 경영에 절대적으로 필요한 서적이었다. 울산박물관 소장의 『 자치통감』 권226 ～ 229의 4권1책은 전 100책 중의 영본 1책이다. 그러나 세종 18년(1436)에 조선 최고(最高)의 활자인 갑인자로 찍은 금속활자본으로 조선 초기의 출판 인쇄와 서지학 분야에 가치가 있는 책이다. 더욱이 현재 동일 판본의 전본이 드물고, 보존상태도 양호하므로 국가문화재로 지정할만한 가치가 있다고 판단된다.

## 참고 자료
- 자치통감 권226~229 - 국가유산청 국가유산포털